# Parafia Wniebowzięcia Najświętszej Maryi Panny w Bielawie
Parafia pw. Wniebowzięcia Najświętszej Maryi Panny w Bielawie – parafia rzymskokatolicka w dekanacie Bielawa diecezji świdnickiej.

## Historia kościoła i parafii

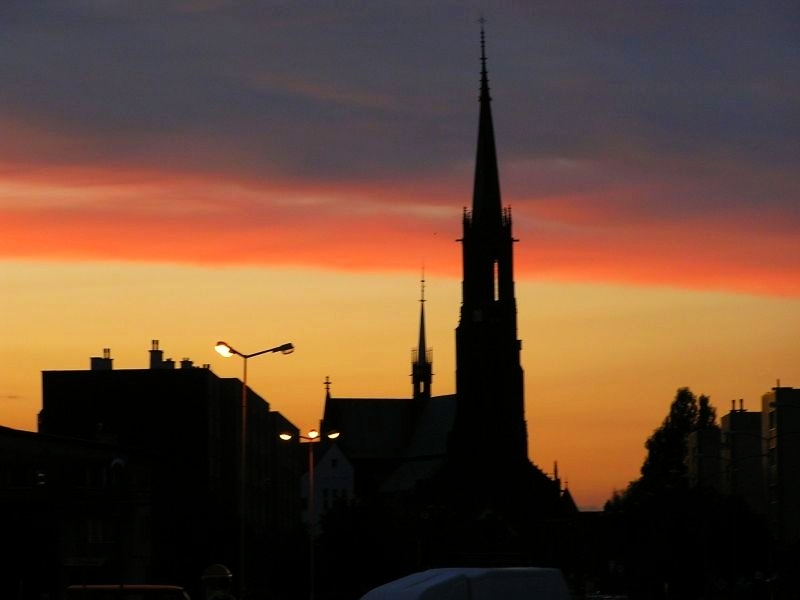
Widok Bielawy wieczorem, w tle kościół parafialny

Nie ma historycznej pewności, co do czasu powstania Bielawy, ale jedna z hipotez podaje, że Bielawa należała do Księstwa Wielkomorawskiego (846–870). Już wtedy w Bielawie mogło pojawić się chrześcijaństwo. Druga hipoteza głosi, że Bielawa powstała w 1215 r. Inne podają, że zaczęła istnieć dopiero w XIV w. Bezspornym faktem jest to, że w 1335 r. został zbudowany pierwszy kościół w Bielawie, która w tym czasie znajdowała się pod panowaniem księcia świdnickiego Bolka II. Zezwolenie na budowę kościoła wydał biskup Nanker. Natomiast pierwsza wzmianka o parafii pochodzi z 1358 r. W okresie od 1525 r. do poł. XVII w. kościół znajdował się w rękach ewangelików. Po przejęciu go ponownie przez katolików okazało się, że jego stan techniczny jest beznadziejny. W 1815 r. do parafii Wniebowzięcia NMP przyszedł energiczny i utalentowany duszpasterz ks. Johann Seidel, który kierował parafią aż do 1846 r. On właśnie podjął myśl o budowie nowego kościoła. Jednak śmierć uniemożliwiła mu realizację tego zamierzenia. Swojemu następcy, ks. Franciszkowi Krauze (1847–1874), przekazał oszczędności na ten cel w wysokości 6511 talarów. Ks. Krauze podjął się budowy obecnego kościoła parafialnego. Wcześniej jednak przystąpił do budowy szkoły podstawowej, ochronki dla biednych dzieci i szpitala. Kościół powstał w latach 1868–1876 w stylu neogotyckim według planów architekta Alexisa Langera z Wrocławia. Dnia 15 XI 1876 r. dziekan z Dzierżoniowa, ksiądz prałat Adolf Rinke, dokonał poświęcenia nowego kościoła. A było to za pontyfikatu papieża Piusa IX, panowania cesarza pruskiego Wilhelma I. Uroczystości poświęcenia nie doczekał jej budowniczy, ksiądz Franciszek Krause (†9.11.1874r.). Zaszczyt ten miał ks. Karol Stein (1874–1910). Jako osobisty dar dla nowego kościoła ks. Franciszek Krauze przekazał 30-głosowe organy, które służą do dzisiejszego dnia. Organy wykonał wrocławianin, Alfons Muller. W 1882 r. kard. Georg Kopp konsekrował kościół. Jest on trójnawowy, w formie krzyża, wys. wieży wynosi 101 m. Obecnie jest to 69 co do wysokości wieża kościelna na świecie i 7 w Polsce.

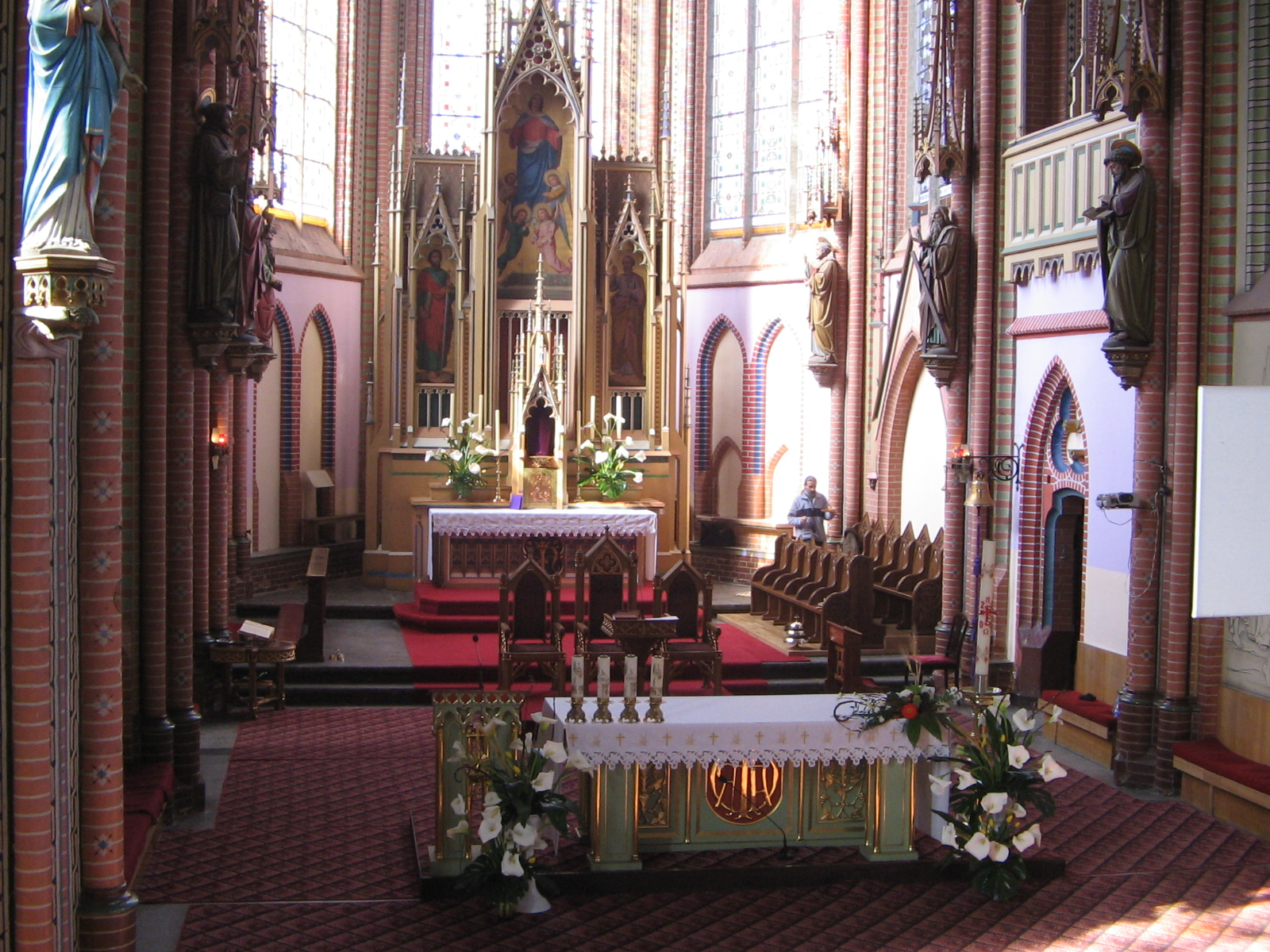
Prezbiterium: wnętrze kościoła WNMP w Bielawie (2005)

13 grudnia 1885 r. przed kościołem został poświęcony krzyż z piaskowca, w lipcu 1886 roku po obu stronach krzyża zostały ustawione rzeźby św. Jana Ewangelisty oraz Matki Boskiej Bolesnej. Wyposażenie wnętrza wykonano w stylu neogotyckim. Plebania wybudowana w 1983 r. poświęcona przez kard. Henryka Gulbinowicza 18 IX 1983 r. W 1999 r. dokonano remontu auli w Domu Parafialnym. W roku 2000 z inicjatywy proboszcza oraz miejscowych działaczy katolickich, dzięki pomocy finansowej wiernych oraz pomocy firmy budowlanej „Cąber-Strzelecki” na wzgórzu (obecna nazwa „Wzgórze Pojednania”), obok strzelnicy, w pobliżu stawu „Cegielnia” wzniesiono 15-metrowy monument w kształcie krzyża. 15 sierpnia 2000 r. uroczystej mszy św. przewodniczył i poświęcenia dokonał biskup wrocławski ks. Edward Janiak. Krzyż otrzymał nazwę „Milenijny”. W 2000 r. odrestaurowano zegary na wieży. W 2008 r. oddano do użytku turystycznego wieżę kościoła oraz zainstalowano monitoring wewnętrzny i zewnętrzny świątyni. W 2016 roku przeprowadzono kapitalny remont dachu obu wież kościoła dużej i małej. W 2018 roku podczas rekolekcji wielkopostnych wprowadzono do parafii relikwie św. Ojca Pio.  

## Budowa nowego kościoła katolickiego
W 1842 r. proboszcz miejscowej parafii ks. Johann Seidel zapisał w testamencie cały swój majątek na budowę nowego kościoła w Bielawie. Później, na ten sam cel, patron (kolator) bielawskiego kościoła hrabia Sandrecki  przeznaczył 50 000 talarów na budowę, powierzając projekt wrocławskiemu architektowi Alexisowi Langerowi, znanego. Miejscem budowy miał być teren, na którym stał dotychczasowy kościół. Ostatnią mszę w starej świątyni odprawiono 8 czerwca 1864 r., po czym na jej miejscu zbudowano nową. 

Obecnie proboszczem jest ks. prał. dr Stanisław Chomiak.

## Galeria parafialna

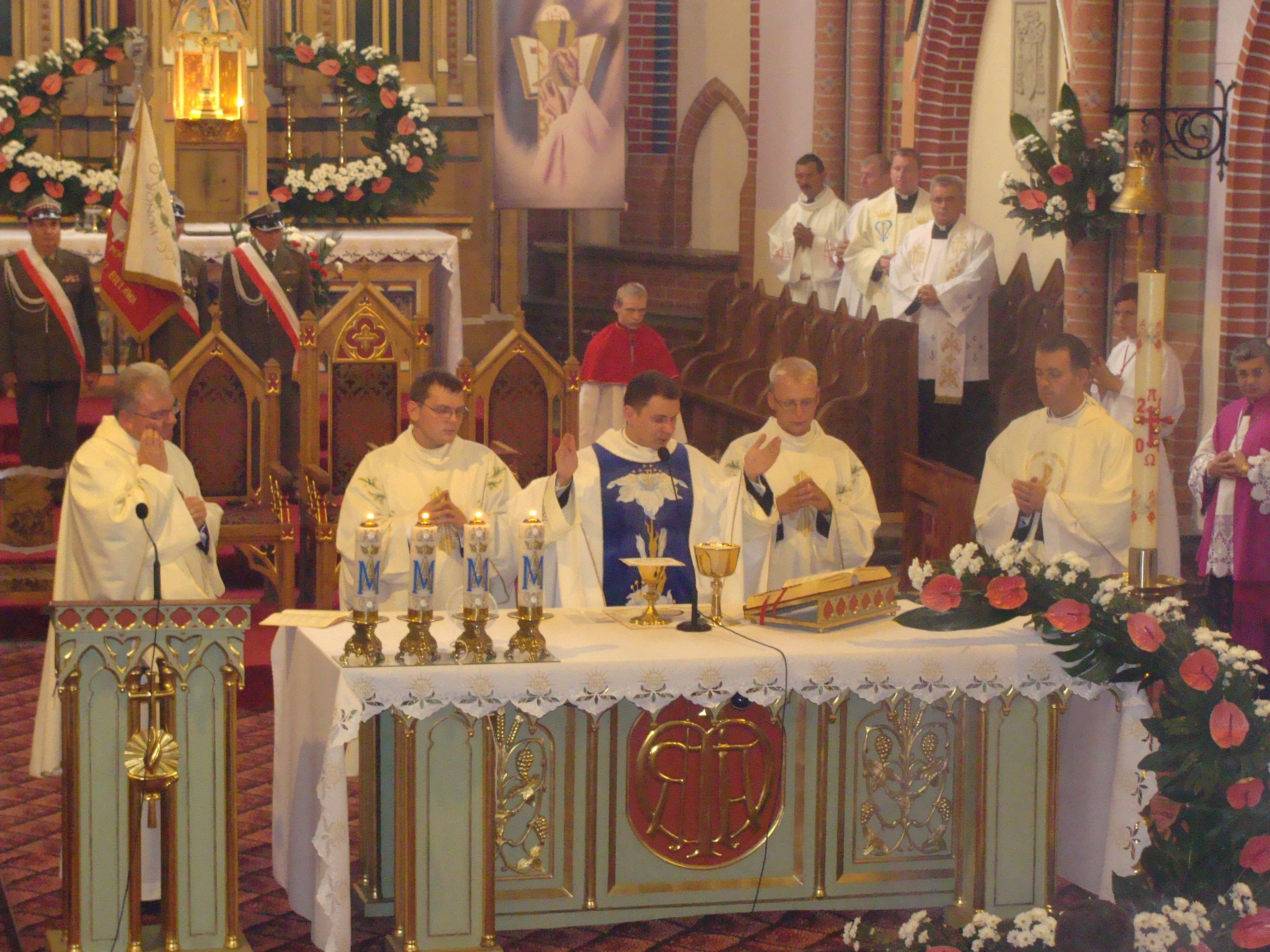
Msza św. odpustowa 2008
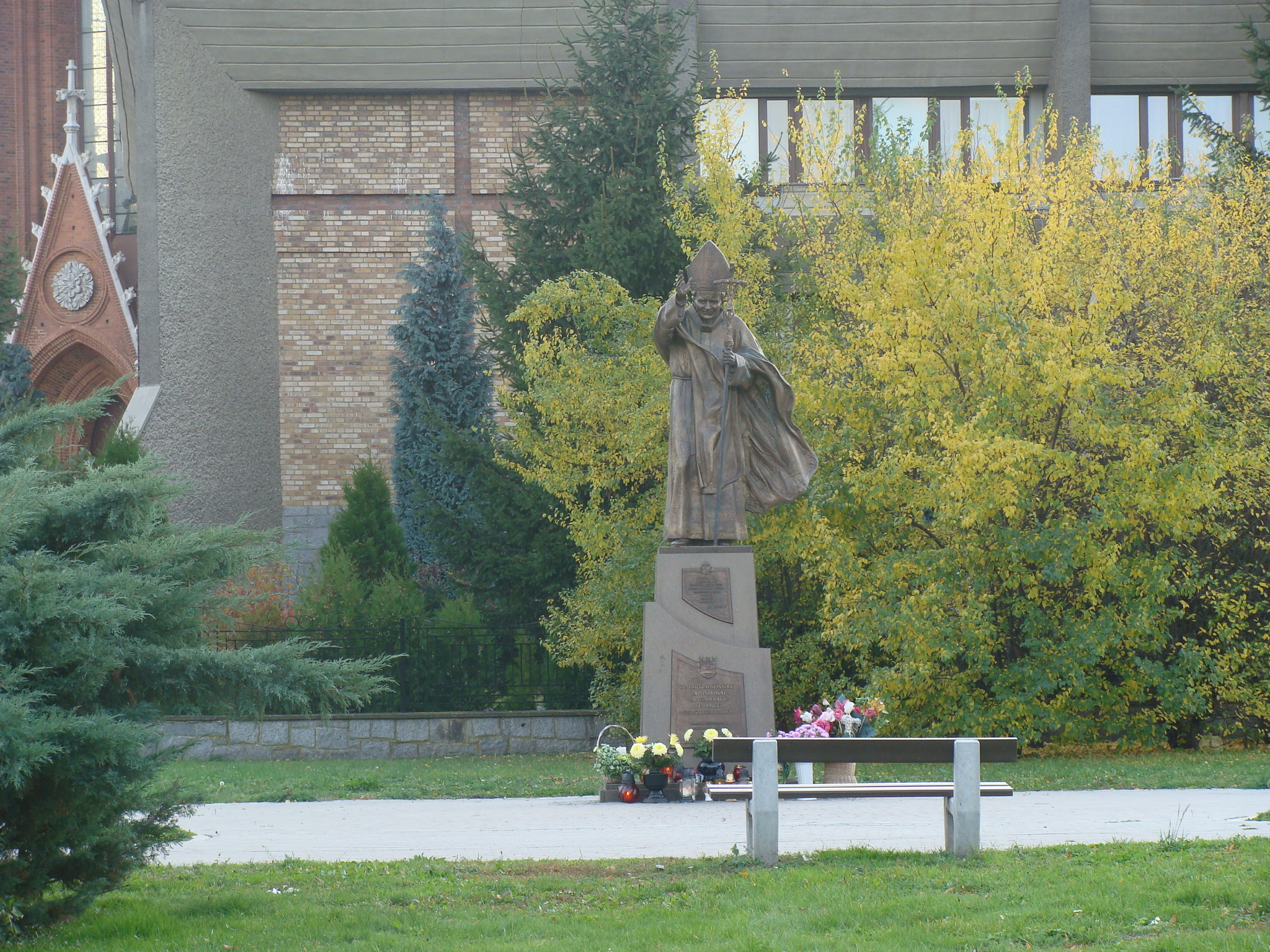
Pomnik papieża JP II
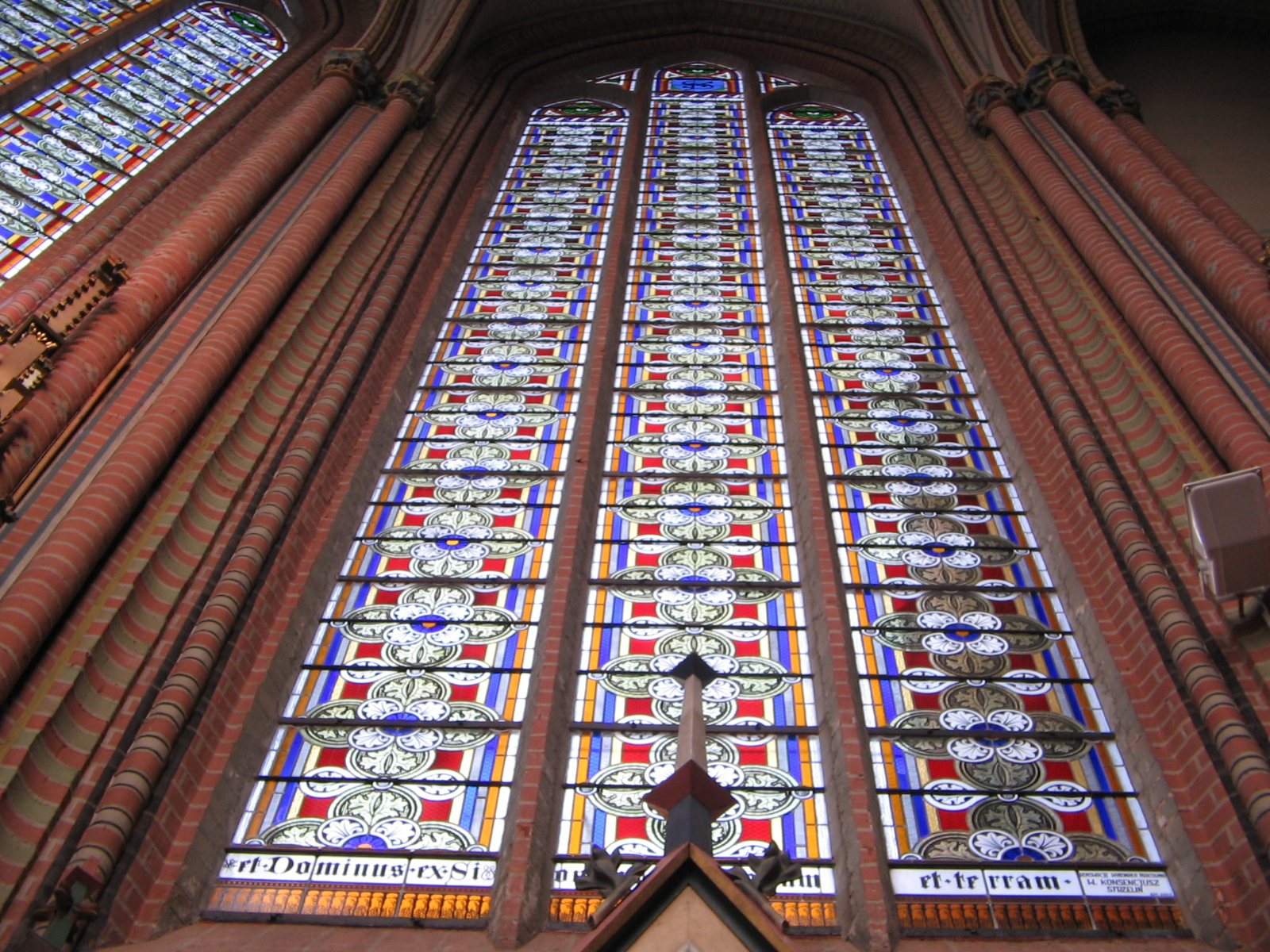
Witraż w prezbiterium
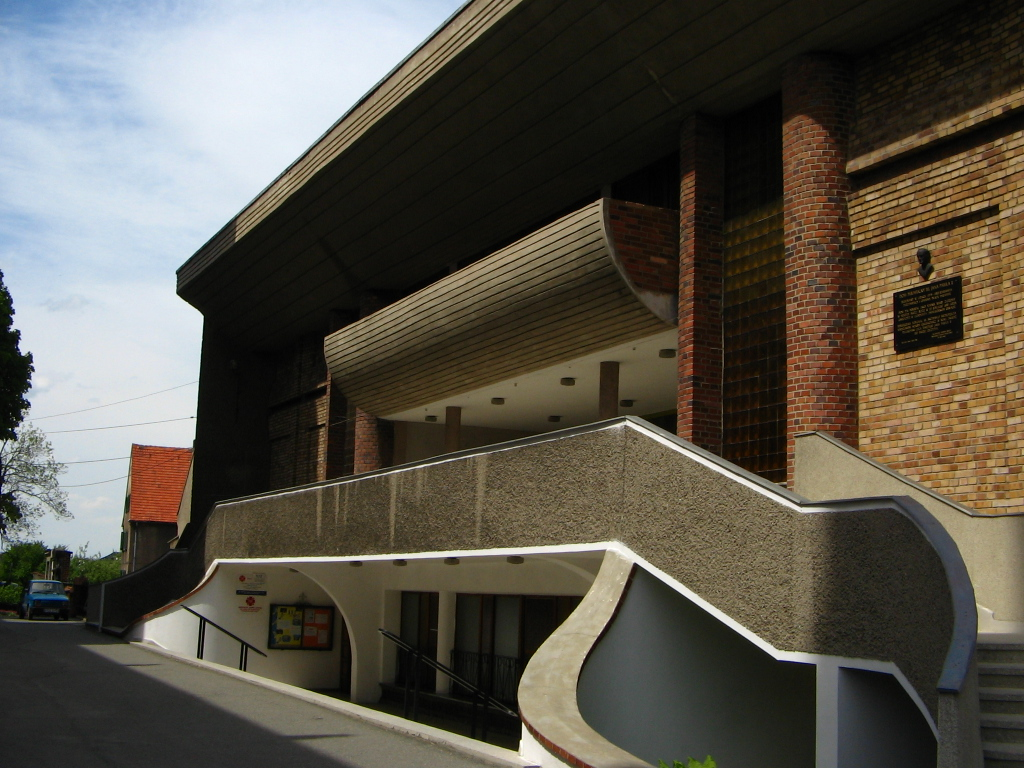
Dom parafialny
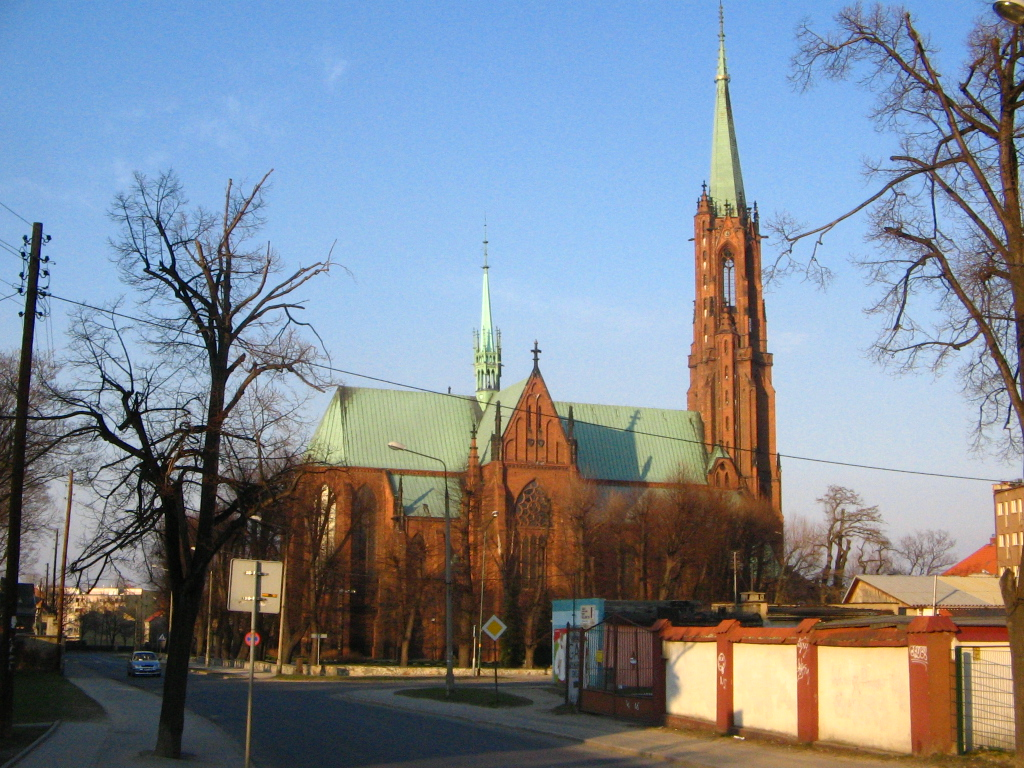
Kościół WNMP
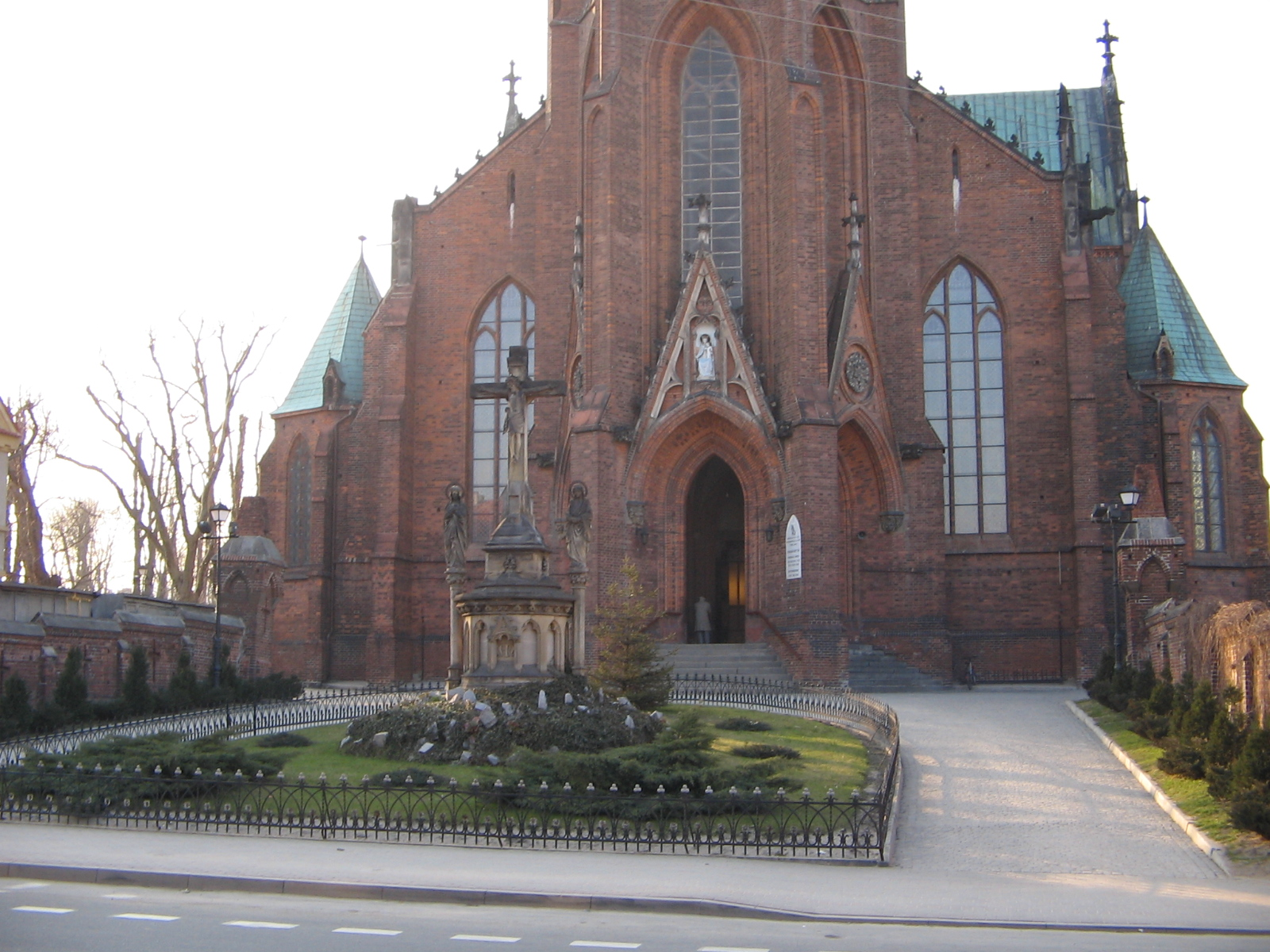
Kościół WNMP
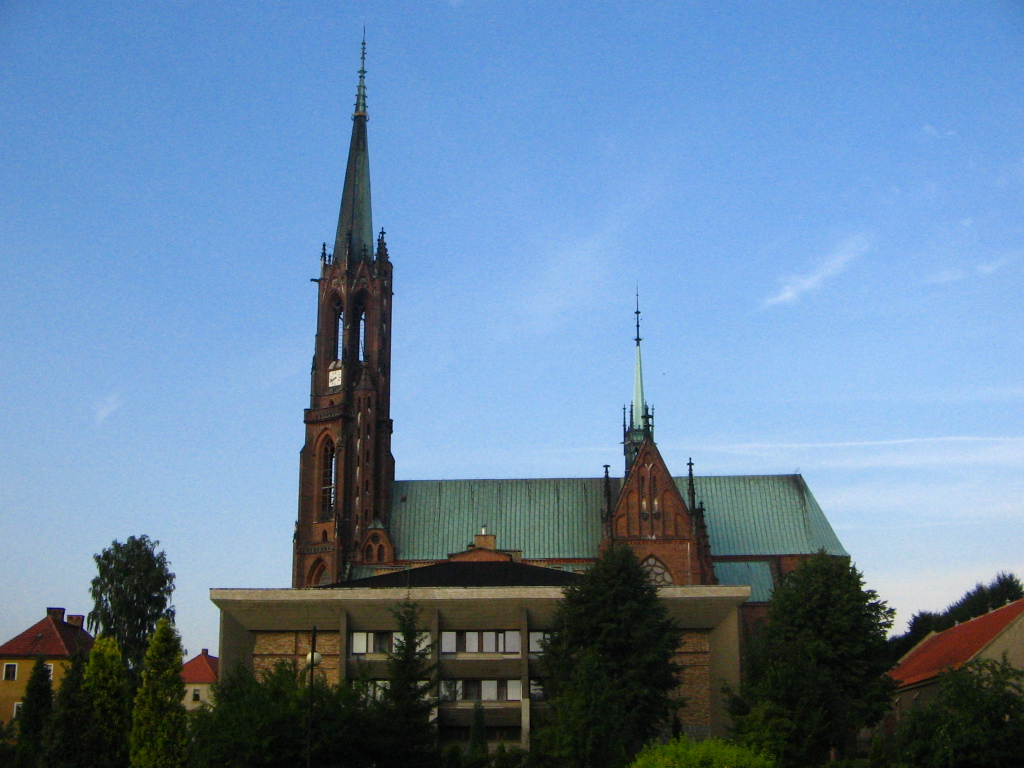
Kościół WNMP
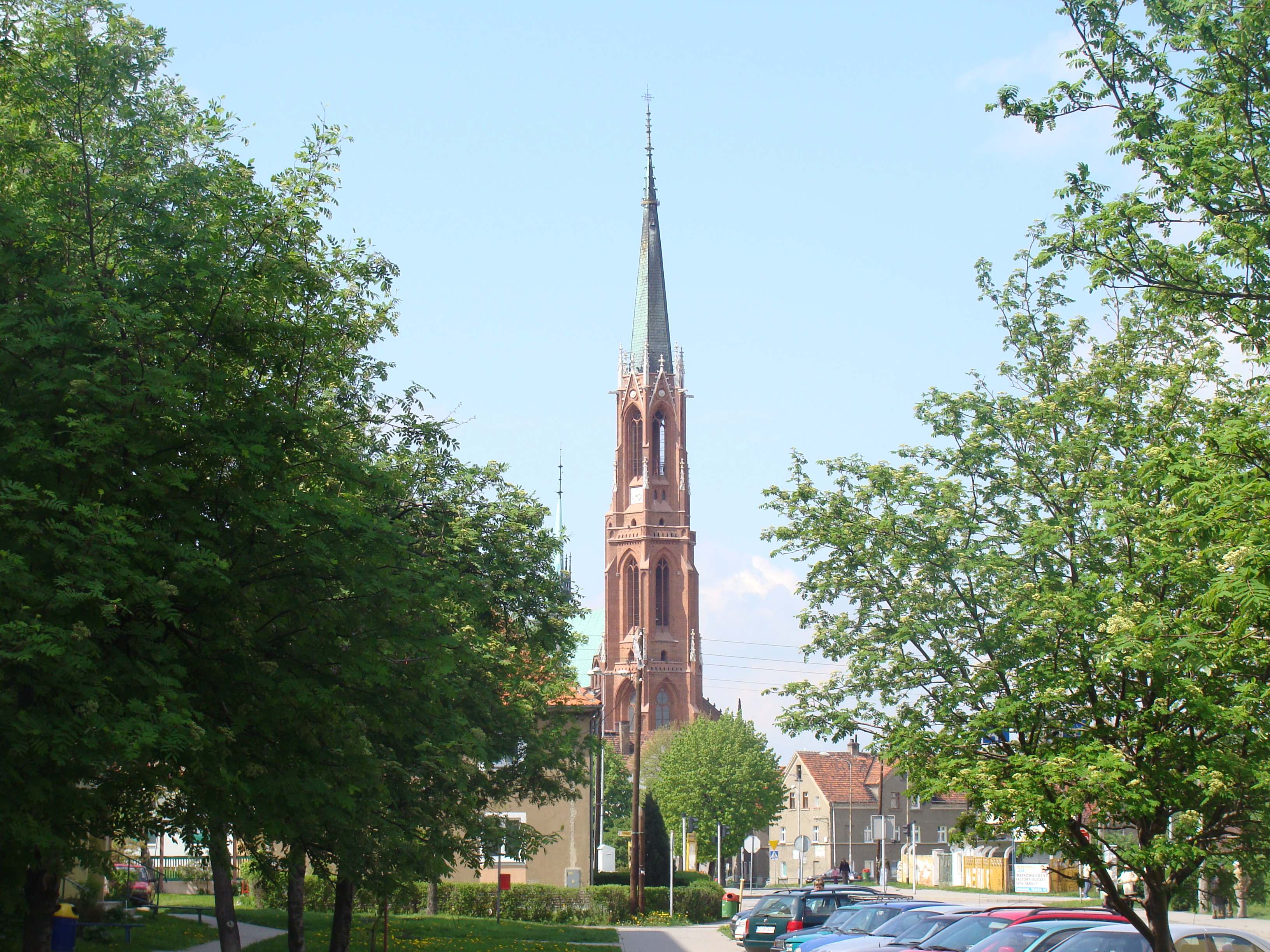
Kościół WNMP
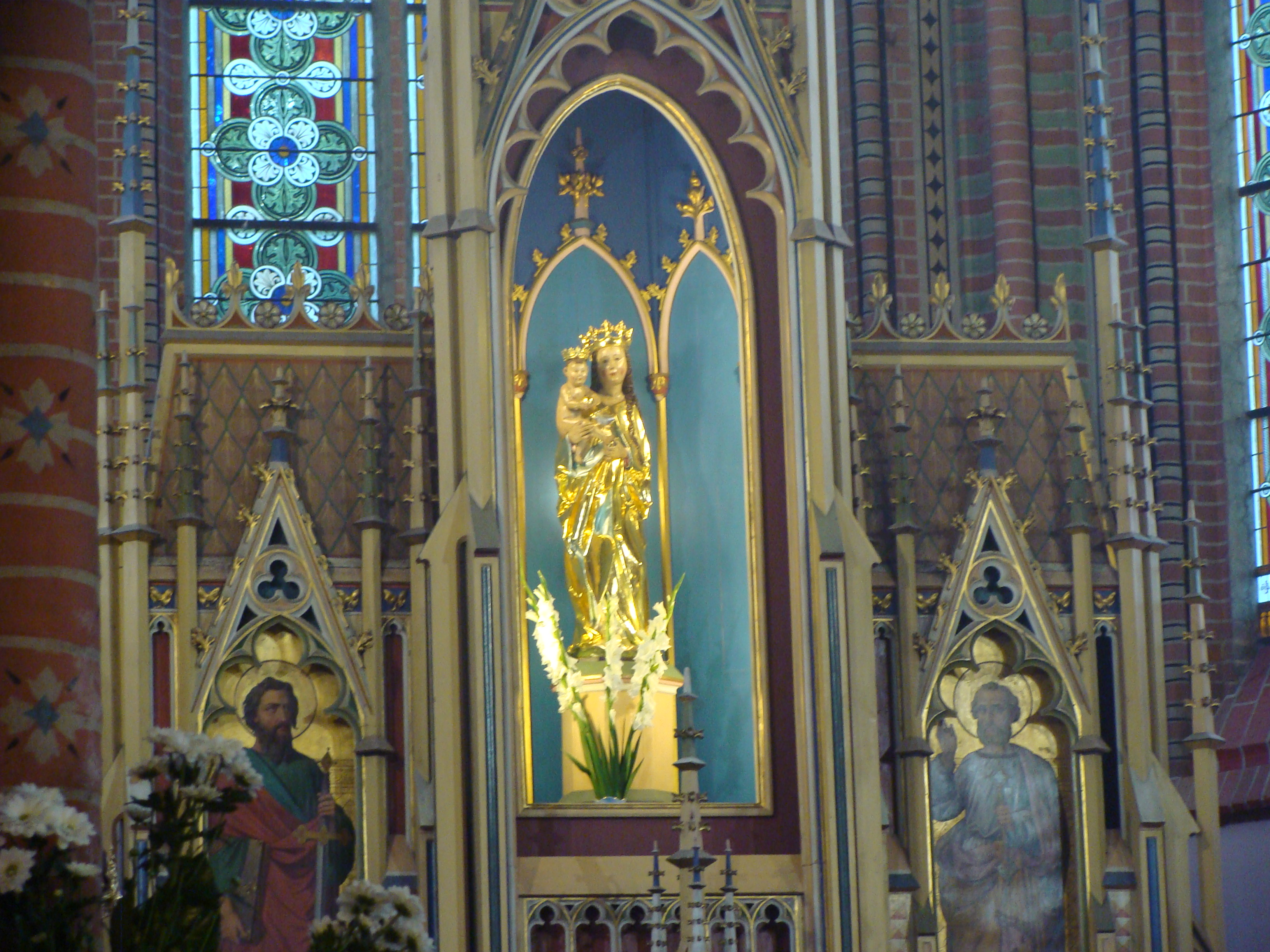
Ołtarz główny z figurą Matki Bożej „Pani Bielawskiej”
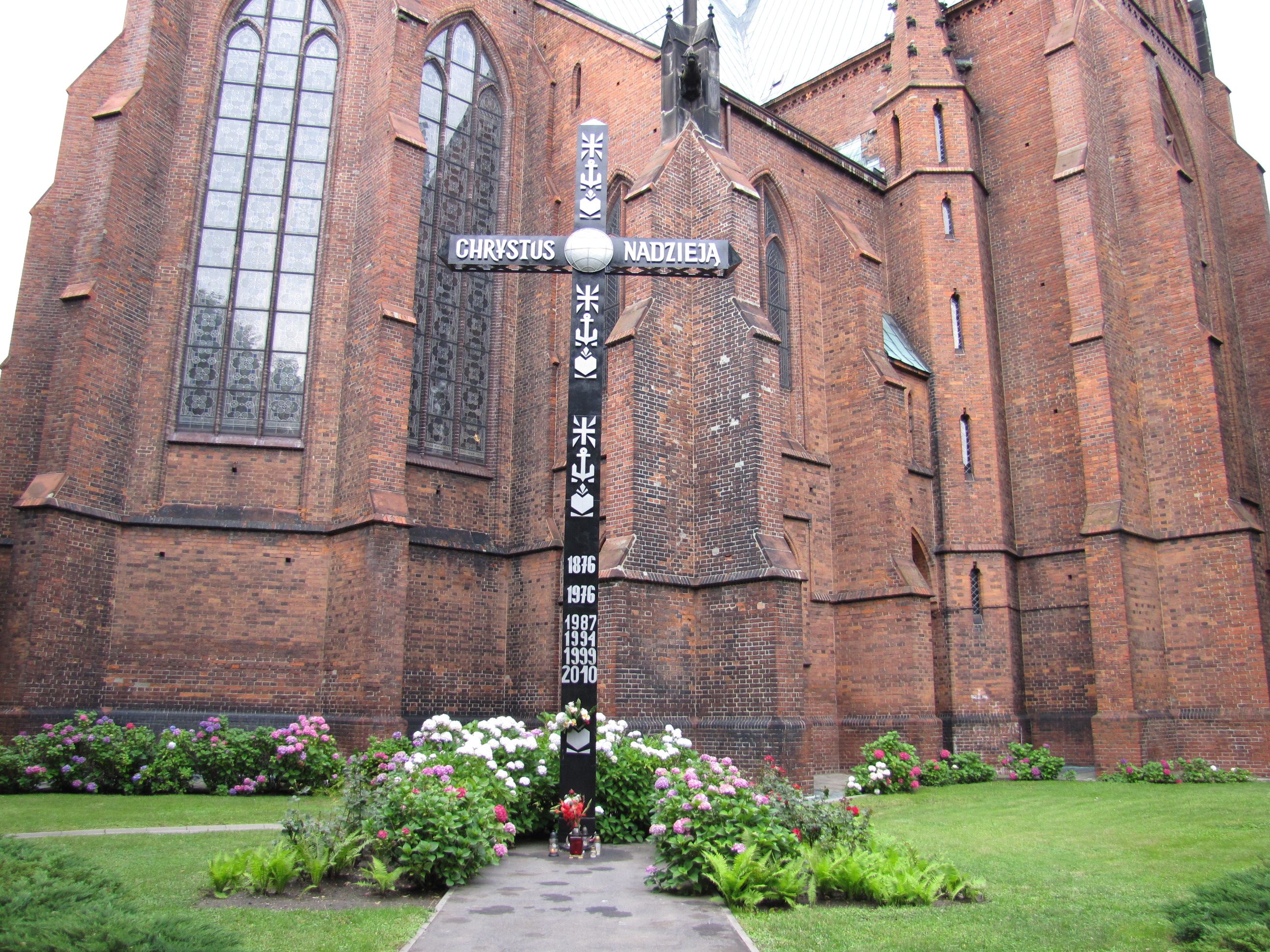
Krzyż misyjny
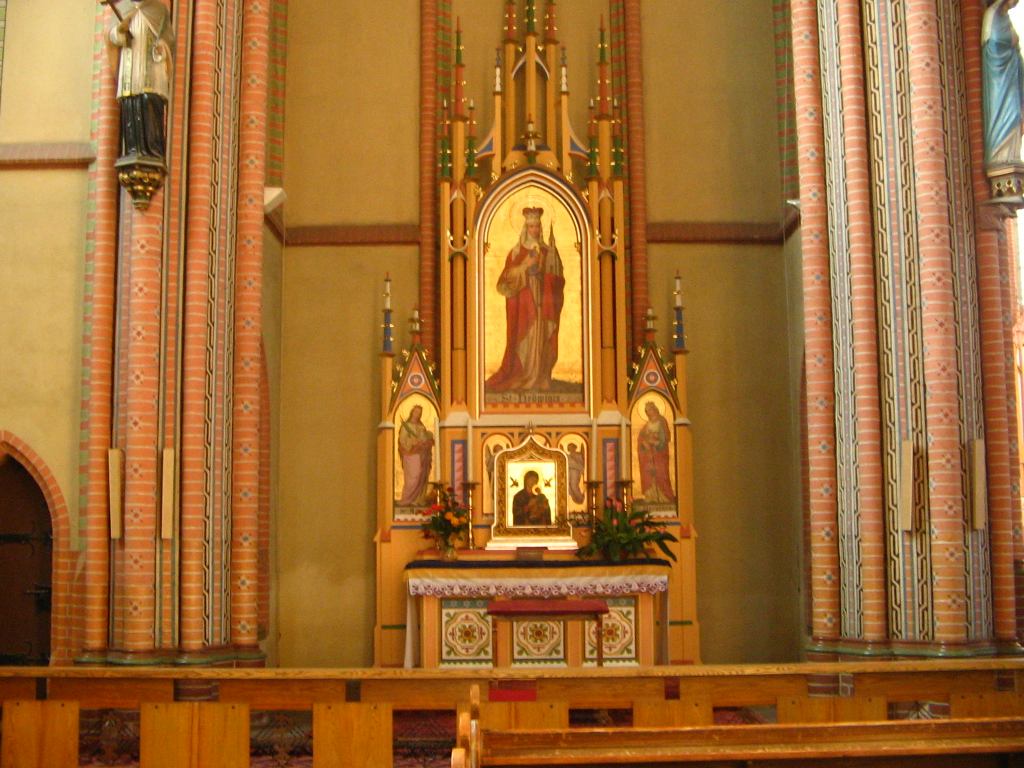
Ołtarz boczny, świętej Jadwigi Śląskiej
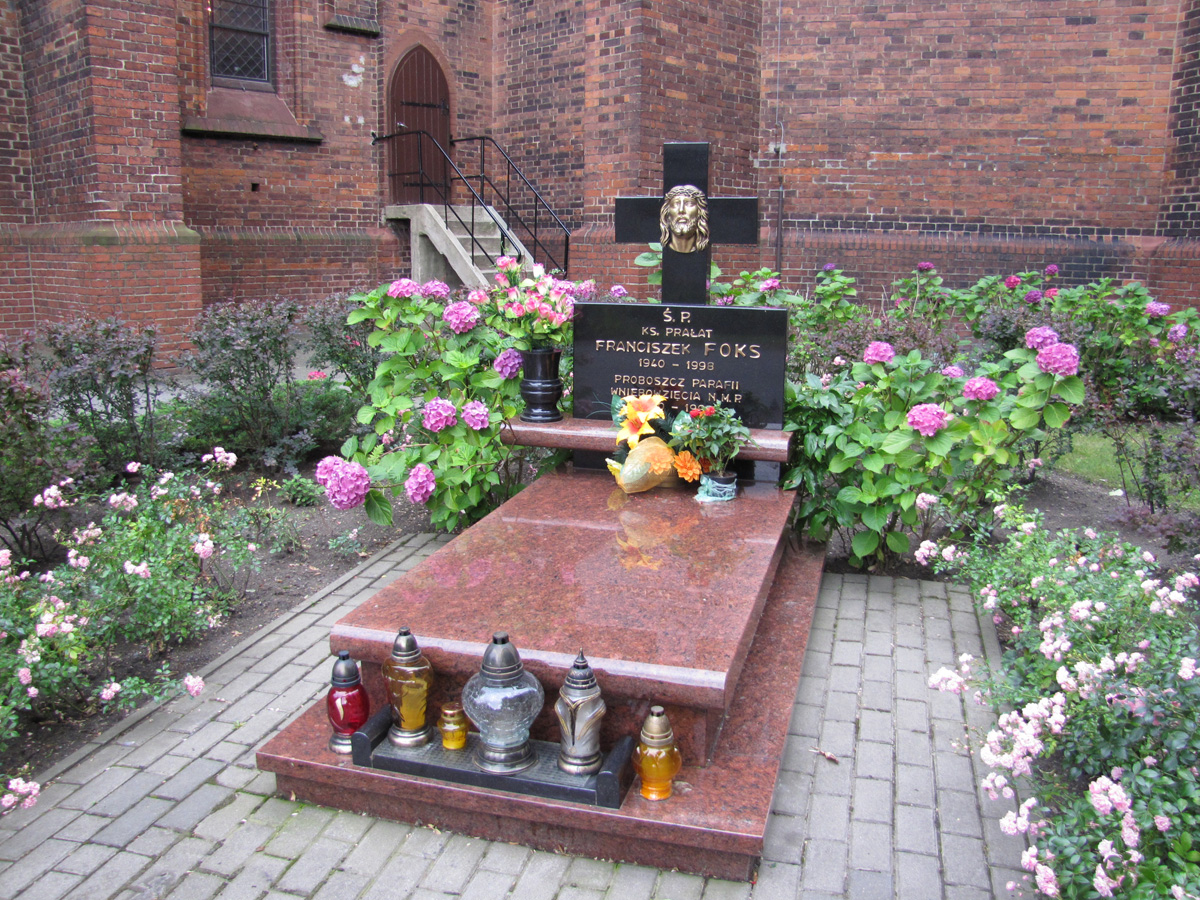
Grób ks. prałata Franciszka Foksa

## Proboszczowie po 1945 r.
- 1945–1949: ks. Adolf Sznip
- 1949–1951: ks. Wacław Brzozowski
- 1951–1952: ks. Ludwik Mucha
- 1952–1954: ks. Bolesław Trzeciak
- 1954–1957: ks. Jan Marciniak
- 1957–1961: ks. Wacław Domański
- 1961–1974: ks. kan. Rudolf Suski
- 1974–1985: ks. prał. Roman Biskup
- 1985–1990: ks. kan. Andrzej Oramus
- 1990–1998: ks. prał. Franciszek Foks
- od 1998: ks. prał. Stanisław Chomiak

## Powołania kapłańskie z parafii po 1945 r., wg roku święceń
1. 1973: ks. Wiesław Brachuc
2. 1977: ks. Jerzy Barański († 10.11.2008, pochowany na cmentarzu paraf. w Bielawie)
3. 1987: ks. Jacek Włostowski
4. 1988: ks. Jacek Biela
5. 1988: ks. Ryszard Filozof
6. 1989 ks. Robert Marciniak
7. 1991: ks. Jarosław Swędrak
8. 1994: ks. Wojciech Tyrcha
9. 1995: ks. Dariusz Filozof
10. 2001: ks. Artur Bilski
11. 2002: o. Andrzej Brzeziński (OFM Conv.)
12. 2004: ks. Piotr Gałdyn
13. 2004: ks. Gabriel Horowski
14. 2005: ks. Tomasz Michalski
15. 2007: ks. Paweł Wróblewski
16. 2009: ks. Piotr Michalski
17. 2009: ks. Maciej Sroczyński
18. 2010: ks. Karol Tyrcha († 11.04.2023 r., pochowany na cmentarzu parafialnym w Bielawie)
19. 2014: ks. Michał Buraczewski
20. 2015: ks. Mirosław Benedyk
21. 2016: ks. Marcin Banaczyk
22. 2017: ks. Krzysztof Frącek